# Ariadna Herrero i Molina
Ariadna Herrero i Molina   (Granollers, 5 d'abril de 1981) és una escriptora i professora de català, llicenciada en Filologia Catalana i en Filologia Hispànica per la Universitat de Barcelona.
L'any 2004 va ser la guanyadora de la vuitena edició del Premi Literari de Teatre La Carrova convocat per l'Ajuntament d'Amposta i l'Institut d'Estudis Comarcals del Montsià, amb l'obra Semblava una persona com qualsevol altra. El 2016 va quedar finalista en el concurs de contes de la revista Núvol amb el relat Embruixada. El seu relat L'engany va ser un dels guanyadors del Certamen Literari Cryptshow Festival i es va publicar dins del recull Estats alterats de la ment (Males Herbes, 2017).
A Seràs un dels nostres, la seva primera novel·la, Ariadna Herrero «construeix una absorbent trama sobre el món de les sectes. Com capten persones, com funcionen i com en són de perilloses per a les persones vulnerables». Seràs un dels nostres va quedar finalista en els premis Cubelles Noir (2018) i València Negra (2018).
El 2018 va publicar la novel·la juvenil Hem arribat tard a classe, una història en la qual, a través del viatge en el temps de tres estudiants, s'expliquen alguns fets destacats de les biografies dels escriptors catalans medievals Ramon Llull, Ramon Muntaner, Bernat Metge, Joanot Martorell i Ausiàs March.
L'any 2021 va publicar La guardiana, una novel·la crossover que parla del viatge iniciàtic de la protagonista. La guardiana s'inscriu dins del gènere fantàstic i s'hi desplega un univers propi, amb una forta presència mitològica i l'aparició de diferents períodes històrics i espais geogràfics molt diversos.
També ha col·laborat en els llibres de relats: Bones confitures (Témenos edicions, 2019), Granollers, setze històries d'una ciutat (Marcòlic, 2020) i Delinqüents (Llibres del Delicte, 2021).
A finals del 2022 va crear, juntament amb Pere Herrero, Beatriz Díaz i Miguelángel Flores, el Quartet Microrelatista, una companyia dedicada a la lectura de microrelats dels seus quatre membres. La primera actuació del Quartet Microrelatista va ser el 12 de gener del 2023 a l'Espai Cultural L'Alcavot de Castellar del Vallès.

## Obres
- Semblava una persona com qualsevol altra.  Cossetània Edicions, 2006. ISBN 978-84-97911-88-7.
- Seràs un dels nostres.  Llibres del Delicte, 2017. ISBN 978-84-947889-0-1.[13]
- Hem arribat tard a classe.  Voliana, 2018. ISBN 978-84-947511-9-6.
- La guardiana.  Voliana, 2021. ISBN 978-84-122228-9-0.[14]